# Тася Телес
Тася Телес (англ. Tasya Teles, нар. 1 лютого 1985, Торонто, Онтаріо, Канада) — канадська акторка. Вона відома своїми ролями Еко у телесеріалі «Сотня», Роза Кессіді у фільмі «Работоргівля» та Марія у фільмі «Кінець Землі»

## Біографія
Телес народилася в Торонто, Онтаріо. Її мати — українка народилася в Едмонтоні, Альберта, а батько — бразилець із штату Мінас-Жерайс. Вона та її родина переїхали до Ванкувера, Британська Колумбія, коли їй було п'ять років. Телес вивчала театральне мистецтво в університеті Конкордія в Монреалі, Квебек.

## Кар'єра
Телес зіграла постійну роль у «Розбійник» на DirecTV та у телесеріалі «Сотня» у ролі Еко. Вона з'являлася телесеріалах: «Континуум» «Відьми Іст-Енду», «Раш», «Зловмисники», «Я — зомбі» та «Надприродне». Телес також знялася в телевізійному фільмі «Найгірше Різдво Сердитого Кота», а також виконав головну роль у фільмах «Пошкоджений» і «Осінні мрії». Вона працювала над кількома інді-фільмами, включаючи головні ролі у фільмах «Лейла», «Жаль», «Магдалена», «З’їж мене» та «Работоргівля». Вона також озвучує Сітару у відеогрі «Watch Dogs 2».

## Фільмографія
| Рік       |    | Українська назва                     | Оригінальна назва                 | Роль         |
| --------- | -- | ------------------------------------ | --------------------------------- | ------------ |
| 2013      | ф  | Дзеркала                             | Mirrors                           | Ліа          |
| 2013      | ф  | Кінець Землі                         | Afflicted                         | Марія        |
| 2013      | с  | Нерозказані історії швидкої допомоги | Untold Stories of the E.R.        | Шарлін       |
| 2014      | с  | Пакетна пропозиція                   | Package Deal                      | Гаряча жінка |
| 2014      | с  | Континуум                            | Continuum                         | Фрилансер    |
| 2014      | с  | Відьми Іст-Енду                      | Witches of East End               | Медсестра    |
| 2014      | с  | Розбійник                            | Rogue                             | Кендра       |
| 2014      | с  | Раш                                  | Rush                              | Меган        |
| 2014      | с  | Зловмисники                          | Intruders                         | Даніелла     |
| 2014      | ф  | Работоргівля                         | Skin Trade                        | Роза Кессіді |
| 2014      | тф | Найгірше Різдво Сердитого Кота       | Grumpy Cat's Worst Christmas Ever | Ніколь       |
| 2014      | тф | Різдвяна таємниця                    | The Christmas Secret              | Парамедик    |
| 2014      | тф | Пошкоджений                          | Damaged                           | Кейт Лак     |
| 2015      | с  | Я — зомбі                            | iZombie                           | Голлі Вайт   |
| 2015      | с  | Надприродне                          | Supernatural                      | Няня         |
| 2015      | тф | Осінні мрії                          | Autumn Dreams                     | Джоанна      |
| 2015—2020 | с  | Сотня                                | The 100                           | Еко          |
| 2016      | ф  | Тридцять сімнадцять                  | Thirty-Seventeen                  | Керрі        |
| 2017      | с  | Втеча з в'язниці                     | Prison Break                      | Трікса       |
| 2017—2018 | с  | Мандрівники                          | Travelers                         | Пайк         |
| 2018      | ф  | Ідеальний пікап                      | The Perfect Pickup                | Трейсі       |
| 2018      | ф  | Дівчина у ванні                      | The Girl in the Bathtub           | Террі        |
| 2020      | ф  | Беззбитковість                       | Break Even                        | Джейд Варік  |
| 2022—2024 | с  | Шореси                               | Shoresy                           | Нат          |
| 2022      | с  | Спадок                               | Legacies                          | Лін          |
| 2022      | тф | Секрети Белла Віста                  | The Secrets of Bella Vista        | Лурдес       |
| 2024      | с  | Безумство                            | The Madness                       | Кеніша Ройз  |